# Pseudocollinella septentrionalis
Pseudocollinella septentrionalis – gatunek muchówki z rodziny Sphaeroceridae i podrodziny Limosininae.
Gatunek ten opisany został w 1855 roku przez Christiana Stenhammara jako Limosina septentrionalis.
Muchówka o ciele długości od 2 do 3 mm. Tułów jej cechuje się nagą tarczką z czterema szczecinkami wzdłuż tylnego brzegu. Skrzydła mają szczecinki na pierwszym sektorze żyłki kostalnej 3–4 raza dłuższe niż na drugim jej sektorze. Ich użyłkowanie odznacza się wierzchołkiem żyłki radialnej R3+4 nieco zakrzywionym ku przodowi. Środkowa para odnóży ma pierwszy człon stopy z długą szczecinką na spodzie, zaś brzuszną stronę goleni pozbawioną szczecinki wierzchołkowej, a u samca także przedwierzchołkowej.
Owad znany z Wielkiej Brytanii, Francji, Niemiec, Danii, Szwecji, Norwegii, Finlandii, Szwajcarii, Polski, Łotwy, Estonii, Węgier, Rumunii, Bułgarii, europejskiej części Rosji i Syberii. Szczególnie częsty na wybrzeżach morskich.